# Эстрайх, Элизабет
Элизабет Эстрайх (нем. Elisabeth Oestreich; 10 июня 1909, Йена, Саксен-Веймар-Эйзенах — 21 мая 1994, Йена, Тюрингия) — немецкая легкоатлетка, выступавшая в беге на средние дистанции. Участница летних Олимпийских игр 1928 года.

## Биография
Элизабет Эстрайх родилась 10 июня 1909 года в немецком городе Йена.
Выступала в легкоатлетических соревнованиях за Первое спортивное общество Йены. В 1928 году завоевала бронзовую медаль чемпионата Германии в беге на 800 метров с результатом 2 минуты 29,0 секунды.
В 1928 году вошла в состав сборной Германии на летних Олимпийских играх в Амстердаме. В беге на 800 метров заняла предпоследнее, 5-е место в полуфинале. Была первой женщиной из Тюрингии, выступившей на Олимпийских играх.
Также выступала за сборную Германии в одном легкоатлетическом матче.
Завершила выступления в 1933 году.
Умерла 21 мая 1994 года в Йене.

## Личный рекорд
- Бег на 800 метров — 2.26,1 (1928)[1]